# گاو چاق‌کن (سرده)
گاو چاق‌کن (نام علمی: Scariola) نام یک سرده از تیره کاسنیان است.